# Muhsin Al Redha Misbah
Muhsin Al Redha Misbah, né le 23 juillet 1997 à Kuala Selangor, est un coureur cycliste malaisien.

## Biographie
En 2019, il devient double champion de Malaisie du contre-la-montre, chez les élites et les espoirs. La même année, il termine quatrième du championnat d'Asie espoirs et neuvième du Tour des Philippines.

## Palmarès et résultats

### Palmarès par année
- 2019
  -  Champion de Malaisie du contre-la-montre
  -  Champion de Malaisie du contre-la-montre espoirs
- 2022
  -  Champion de Malaisie sur route
  - 2e étape du Tour Gateh D'Tranung
  - Tour de Siak :
    - Classement général
    - 2e étape
- 2023
  - 2e étape du Tour Gateh D'Tranung
  - 4e étape du Jelajah Negeri Sembilan

### Classements mondiaux
| Année                                 | 2018  | 2019 | 2020 | 2021 | 2022 |
| ------------------------------------- | ----- | ---- | ---- | ---- | ---- |
| Classement mondial                    | 1453e | 689e | nc   | nc   | 984e |
| UCI Asia Tour                         | 231e  | 30e  | nc   | nc   | 57e  |
|                                       |       |      |      |      |      |
| Légende : nc = non classéSource : UCI |       |      |      |      |      |